# Kratersko jezero
Kratersko jezero je jezero koje se formiralo u vulkanskim kraterima ili kalderama kao što je maar ili rjeđe u udarnim kraterima nastalih udarom nekog nebeskog tijela, pretežito meteorita, te umjetnim udubljenjima koje je napravio čovjek.

## Vulkanska jezera
Nakon što se vulkan uruši sam u sebe, preko padalina voda se u toj kalderi postupno podiže dok ne dosegne jednaku razinu vode što pritječe i vode što otječe. Kad se voda podigne do vrha, rub jezera ograničava daljnju stopu porasta vode. Voda tako postupno tijekom godina nagriza vanjsku stijenku vulkana pa se razina jezera s nagrizanjem smanjuje. Voda je u takvim jezerima prilično kisela zbog vulkanskog djelovanja i isparavanja, a nerijetko je zelenkaste boje.
Najpoznatije kratersko jezero na svijetu je vjerojatno ono istog imena, Crater, koje se nalazi američkoj saveznoj državi Oregonu u planinama Mazama. Prostire se na 77 km2 i duboko je oko 597 metara. Jezero se "hrani" isključivo od padalina, bez priljeva i odljeva na površini što ga čini jednim od najjasijih jezera na svijetu.
Najveći vulkan na svijetu, Nevado Ojos del Salado (visok 6893 metra), smješten u Čileu ima stalno vulkansko jezero na visini od 6390 metara sa svoje istočne strane. To je vjerojatno najviše jezero na svijetu.
Zbog njihovog promjenjivog okružja, neka jezera postoje samo privremeno. Kraterska jezera mogu biti vrlo velika, a primjer toga je jezero Toba smješteno na indonezijskom otoku Sumatri koje ima ogromnu površino ood oko 1000 kilometara četvornih. Formiralo se prije 70.000 godina.
Iako su mnoga kraterska jezera jako lijepa, ona mogu biti i vrlo opasna. Jezero Nyos, smješteno u Kamerunu, svojim je isparavanjima 1986. godine ugušilo oko 1700 ljudi, a kratersko jezero smješteno na novozelandskoj planini Ruapehu uzrokuje destruktivne lahare.

## Ostala kraterska jezera
Nisu ni rijetka jezera nastala u udubljenjima koje su stvorila nebeska tijela, općenito meteoriti. Primjeri takvih jezera su jezero Manicouagan u Kanadi, Bosumtwi u Gani ili jezero Siljan u Švedskoj.
Najrjeđa su ona jezera koja su se smjestila u udubinama koje je stvorio čovjek svojim djelovanjem, pretežito eksplozijama. Primjer takog jezera je radioaktivno jezero Chagan u Kazahstanu.

## "Pogrešna" kraterska jezera
Neki geomorfološki oblici koji se napune vodom mogu zbuniti gledatelja koji će vrlo lako pomisliti da je to kratersko jezero. Takva jezera nastaju pretežito u ponikvama ili pingosima smještenima u ledenim krajevima. Također, u to spadaju i ona mjesta napunjena vodom koja izgledaju kao kraterska jezera, a primjeri toga su rudarska okna kao što je Big Hole u JAR-u.

## Popis kraterskih jezera
Ovo je nepotpuni popis
Mnoga jezera nose ime planine i vulkana u kojem su smješteni ili ime mjesta nekog naselja te ne mogu imati svoj zaseban članak jer bi bili premaleni
| Jezero                                                                                          | Lokacija                                 |
| Afrika                                                                                          | Afrika                                   |
| ----------------------------------------------------------------------------------------------- | ---------------------------------------- |
| Waw an Namus (tri mala slana jezera)                                                            | Libija                                   |
| Deriba                                                                                          | Sudan                                    |
| Jezera rijeke Meme (Barombi Koto, Barombi Mbo, Mboandong i Dissoni)                             | Kamerun                                  |
| Nachtiga                                                                                        | Kamerun                                  |
| Jezera planine Bakossi: Bermin i Manengouba                                                     | Kamerun                                  |
| Jezera regije Adamawa: Tison i Mbalang                                                          | Kamerun                                  |
| jezera masiva Oku: Nyos, Oku, Monoun, jezera planine Mbapit                                     | Kamerun                                  |
| Enyo i Wenchi                                                                                   | Etiopija                                 |
| Ara Shetan                                                                                      | Etiopija                                 |
| Dallol                                                                                          | Etiopija                                 |
| Zengena                                                                                         | Etiopija                                 |
| Dembel                                                                                          | Etiopija                                 |
| Debre Zeyit (Bishoftu, Hora, Bishoftu Guda, Koriftu and sezonsko Cheleklaka)                    | Etiopija                                 |
| Jezera otočja Bioko                                                                             | Ekvatorijalna Gvineja                    |
| Annobón                                                                                         | Ekvatorijalna Gvineja                    |
| Assal                                                                                           | Džibuti                                  |
| Jezera distrikta Kabarole (Nyinabulitwa, Nyabikere, Nkuruba, Kifuruka)                          | Uganda                                   |
| Edwardovo jezero                                                                                | Uganda                                   |
| Bisoke                                                                                          | Ruanda / DR Kongo                        |
| Jezera na Središnjem otoku jezera Turkana: Tilapia, Krokodilsko i jezeor Plamenaca              | Kenija                                   |
| Marsabit                                                                                        | Kenija                                   |
| Emuruangogolak                                                                                  | Kenija                                   |
| Simbi                                                                                           | Kenija                                   |
| Sonachi                                                                                         | Kenija                                   |
| Chala                                                                                           | Kenija / Tanzanija                       |
| Jezera Južnih visoravni: Ngozi, Kiungululu, Masoko                                              | Tanzanija                                |
| Jezera Magadi i Empakaai (Ngorongoro)                                                           | Tanzanija                                |
| Jezero Dziani Boundouni, otok Mohéli                                                            | Komori                                   |
| Dziani Dzaha, Petite-Terre                                                                      | Mayotte                                  |
| Tritriva                                                                                        | Madagaskar                               |
| Nosy Be                                                                                         | Madagaskar                               |
| Itasy                                                                                           | Madagaskar                               |
| Trou aux Cerfs                                                                                  | Mauricijus                               |
| Ganga Talao                                                                                     | Mauricijus                               |
| Piton de l'Eau                                                                                  | Réunion                                  |
| Lagoa do Fanal                                                                                  | Portugalsko otočje Madeira               |
| Laguna de los Ciclos (Charco Verde), El Golfo, Lanzarote                                        | Španjolsko otočje Kanari                 |
| Pedra de Lume, Sal                                                                              | Zelenortska republika                    |
| Queen Mary's Peak                                                                               | Tristan da Cunha                         |
| Azija                                                                                           |                                          |
| Toba                                                                                            | Indonezija, Sumatra                      |
| Sibayak                                                                                         | Indonezija, Sumatra                      |
| Maninjau                                                                                        | Indonezija, Sumatra                      |
| Asam (kaldera Suwoh )                                                                           | Indonezija, Sumatra                      |
| Gunung Tujuh                                                                                    | Indonezija, Sumatra                      |
| Talang (Talang i Dibawah)                                                                       | Indonezija, Sumatra                      |
| Singgalang (Dewi i Kumbang)                                                                     | Indonezija, Sumatra                      |
| Bukit Daun                                                                                      | Indonezija, Sumatra                      |
| Kerinci                                                                                         | Indonezija, Sumatra                      |
| Kaba                                                                                            | Indonezija, Sumatra                      |
| Kunyit                                                                                          | Indonezija, Sumatra                      |
| Sumbing                                                                                         | Indonezija, Sumatra                      |
| Sorikmarapi                                                                                     | Indonezija, Sumatra                      |
| Ijen                                                                                            | Indonezija, Java                         |
| Kawah Putih, Patuha                                                                             | Indonezija, Java                         |
| Lamongan                                                                                        | Indonezija, Java                         |
| Kelut                                                                                           | Indonezija, Java                         |
| Ngebel, Gunung Wilis                                                                            | Indonezija, Java                         |
| Lawu                                                                                            | Indonezija, Java                         |
| Talagabodas                                                                                     | Indonezija, Java                         |
| Semeru                                                                                          | Indonezija, Java                         |
| Ranu Klakah, Ranu Bedali, Ranu Pakis                                                            | Indonezija, Java                         |
| Galunggung                                                                                      | Indonezija, Java                         |
| Danau Batur, Bali                                                                               | Indonezija, Mali sundski otoci           |
| Segara Anak (Rinjani), Lombok                                                                   | Indonezija, Mali sundski otoci           |
| Jezera Tambore, Sumbawa                                                                         | Indonezija, Mali sundski otoci           |
| Kelimutu (tri jezera), Flores                                                                   | Indonezija, Mali sundski otoci           |
| Sirung, Pantar                                                                                  | Indonezija, Mali sundski otoci           |
| Kawah Masem, Sempu                                                                              | Indonezija, Sulawesi                     |
| Mahawu                                                                                          | Indonezija, Sulawesi                     |
| Tondano                                                                                         | Indonezija, Sulawesi                     |
| Klabat                                                                                          | Indonezija, Sulawesi                     |
| Makian                                                                                          | Indonezija, Maluku                       |
| Ibu, Halmahera                                                                                  | Indonezija, Maluku                       |
| Todoko-Ranu, Halmahera                                                                          | Indonezija, Maluku                       |
| Telaga Paca, Halmahera                                                                          | Indonezija, Maluku                       |
| Yak Loum                                                                                        | Kambodža                                 |
| Hallasan (Baengnokdam), Mulyeongari-Oreum, Muljangori-Oreum                                     | Južna Koreja, Jeju                       |
| Rajsko jezero                                                                                   | Sjeverna Koreja / Kina                   |
| Longwanqun                                                                                      | Kina                                     |
| Kaldera Akan                                                                                    | Japan, Hokkaidō                          |
| Shikotsu                                                                                        | Japan, Hokkaidō                          |
| Tōya                                                                                            | Japan, Hokkaidō                          |
| Kuttara                                                                                         | Japan, Hokkaidō                          |
| Towada                                                                                          | Japan, Honshū                            |
| Tazawa                                                                                          | Japan, Honshū                            |
| Okama                                                                                           | Japan, Honshū                            |
| Tri jezera planine Kusatsu-Shirane                                                              | Japan, Honshū                            |
| Ippeki                                                                                          | Japan, Honshū                            |
| Haruna                                                                                          | Japan, Honshū                            |
| Lake Ashi                                                                                       | Japan, Honshū                            |
| Katanuma                                                                                        | Japan, Honshū                            |
| Jezera planine Aizu-Bandai                                                                      | Japan, Honshū                            |
| Iwate                                                                                           | Japan, Honshū                            |
| Pet jezera planine Ontake                                                                       | Japan, Honshū                            |
| Oguni-numa Pond                                                                                 | Japan, Honshū                            |
| Aso (Naka-dake)                                                                                 | Japan, Kyūshū                            |
| Ikeda i Unagi-ike                                                                               | Japan, Kyūshū                            |
| Jezera planine Kirishima: Mi-ike, Oonamino-ike, Rokkannonmi-ike, Byakushi-ike)                  | Japan, Kyūshū                            |
| Imuta-ike                                                                                       | Japan, Kyūshū                            |
| Tairo-ike, Miyake-jima                                                                          | Japan, Nanpō otoci                       |
| Otake                                                                                           | Japan, Ryū Kyū                           |
| Pinatubo                                                                                        | Filipini, Luzon                          |
| Taal                                                                                            | Filipini, Luzon                          |
| Laguna de Bay                                                                                   | Filipini, Luzon                          |
| Sedam jezera svetog Pavla                                                                       | Filipini, Luzon                          |
| Tikub                                                                                           | Filipini, Luzon                          |
| Jezera planine Talinis                                                                          | Filipini, Visayas                        |
| Kanlaon                                                                                         | Filipini, Visayas                        |
| Jezera Danao i Malagsom, planina Mahagnao,                                                      | Filipini, Visayas                        |
| Malindang                                                                                       | Filipini, Mindanao                       |
| Apo                                                                                             | Filipini, Mindanao                       |
| Maughan                                                                                         | Filipini, Mindanao                       |
| Jezera otočja Jolo                                                                              | Filipini, Mindanao                       |
| Khaiyr                                                                                          | Rusija, Jakutsk                          |
| Khangar                                                                                         | Rusija, Kamčatka                         |
| Kizimen                                                                                         | Rusija, Kamčatka                         |
| Uzon                                                                                            | Rusija, Kamčatka                         |
| Maly Semyachik                                                                                  | Rusija, Kamčatka                         |
| Bolshoy Semyachik                                                                               | Rusija, Kamčatka                         |
| Karymsky                                                                                        | Rusija, Kamčatka                         |
| Balshoe i Kraternoe, Ksudach                                                                    | Rusija, Kamčatka                         |
| Kurilska jezera                                                                                 | Rusija, Kamčatka                         |
| Ebeko, Paramushir                                                                               | Rusija, Kurili                           |
| Onekotan                                                                                        | Rusija, Kurili                           |
| Ketoy                                                                                           | Rusija, Kurili                           |
| Kaldera Zavaritski                                                                              | Rusija, Kurili                           |
| Rudakov                                                                                         | Rusija, Kurili                           |
| Iturup                                                                                          | Rusija, Kurili                           |
| Sabalan                                                                                         | Iran                                     |
| Nemrut                                                                                          | Turska                                   |
| Meke Golu                                                                                       | Turska                                   |
| Jezera planine Yamanlar                                                                         | Turska                                   |
| Ram                                                                                             | Sirija                                   |
| Krater Bir Ali                                                                                  | Jemen                                    |
| Europa                                                                                          |                                          |
| Eifel                                                                                           | Njemačka                                 |
| Eyjafjallajökull                                                                                | Island                                   |
| Kerið                                                                                           | Island                                   |
| Askja (Öskjuvatn i Viti)                                                                        | Island                                   |
| Krafla                                                                                          | Island                                   |
| Bardarlaug                                                                                      | Island                                   |
| Chaîne des Puys                                                                                 | Francuska                                |
| Lac d'Issarlès                                                                                  | Francuska                                |
| Vulkanska jezera pokrajine Lacij (Albano, Bolsena, Bracciano, LMartignano, Nemi, Vico, Mezzano) | Italija                                  |
| Jezero Avernus                                                                                  | Italija                                  |
| Vecchienna                                                                                      | Italija                                  |
| Lagoa do Caldeirão, Corvo                                                                       | Portugal, Azori                          |
| Lagoa da Caldeira, Faial                                                                        | Portugal, Azori                          |
| Lagoas Funda das Lajes, Branca, Comprida, Seca, da Lomba, Rasa, Funda/Negra                     | Portugal, Azori                          |
| Caldeira do Enxofr, Graciosa                                                                    | Portugal, Azori                          |
| Lagoas Seca, da Rosada, Pico                                                                    | Portugal, Azori                          |
| Lagoa do Pico Pinheiro, São Jorge                                                               | Portugal, Azori                          |
| Lagoa das Sete Cidades, do Fogo, das Furnas, Azul, Verde, São Miguel                            | Portugal, Azori                          |
| Lagoas Negra, do Negro, Terceira                                                                | Portugal, Azori                          |
| Sfânta Ana                                                                                      | Rumunjska                                |
| Jezera planine Samsari                                                                          | Gruzija                                  |
| Akna                                                                                            | Armenija                                 |
| Oceanija                                                                                        |                                          |
| Jezera planine Ruapehu                                                                          | Novi Zeland, Sjeverni otok               |
| Taupo                                                                                           | Novi Zeland, Sjeverni otok               |
| Jezera Rotoruee                                                                                 | Novi Zeland, Sjeverni otok               |
| Pupuke                                                                                          | Novi Zeland, Sjeverni otok               |
| Mangere Lagoon                                                                                  | Novi Zeland, Sjeverni otok               |
| Tongariro (Tama, Blue Lake i jezera Emerald )                                                   | Novi Zeland, Sjeverni otok               |
| Whakaari (Bay of Plenty)                                                                        | Novi Zeland, Sjeverni otok               |
| Aroarotamahine i Te Paritu                                                                      | Novi Zeland, Sjeverni otok               |
| Jezera Victoryja                                                                                | Papua Nova Gvineja, Nova Gvineja         |
| Jezera planine Balbi                                                                            | Papua Nova Gvineja, Bougainville         |
| Jezera vulkana Billy Mitchell                                                                   | Papua Nova Gvineja, Bougainville         |
| Loloru                                                                                          | Papua Nova Gvineja, Bougainville         |
| Sakar                                                                                           | Papua Nova Gvineja                       |
| Jezera planine Gambier                                                                          | Australija                               |
| Atherton Tableland (Euramoo, Eacham, Barrine)                                                   | Australija, Queensland                   |
| Mount Le Brun                                                                                   | Australija, Queensland                   |
| Jezera kompleksa Leura                                                                          | Australija, Victoria                     |
| Jezera Tower Hilla                                                                              | Australija, Victoria                     |
| Jezera Ecclesa                                                                                  | Australija, Victoria                     |
| Jezera Kīlaueae                                                                                 | SAD, Hawaii                              |
| Waiau, Mauna Kea                                                                                | SAD, Hawaii                              |
| Kalaupapa, Molokai                                                                              | SAD, Hawaii                              |
| Salt Lake, Honolulu, Oahu                                                                       | SAD, Hawaii                              |
| Rano Kau, Rano Raraku and Rano Aroi (Ma′unga Terevaka)                                          | Čile                                     |
| Te Roto, Tikopia                                                                                | Solomonski otoci                         |
| Lanoto'o, Upolu                                                                                 | Samoa                                    |
| Vai Lahi and Vai Si'i, Niuafo'ou                                                                | Tonga                                    |
| Tofua                                                                                           | Tonga                                    |
| Late                                                                                            | Tonga                                    |
| Home Reef (novoformirani otok)                                                                  | Tonga                                    |
| Jezera Lalolao, Lano, Lanutavake, Lanutuli, Lanumaha and Alofivai                               | Wallis i Futuna                          |
| Letas, Gaua                                                                                     | Vanuatu                                  |
| Lombenben, Aoba                                                                                 | Vanuatu                                  |
| Sjeverna Amerika                                                                                |                                          |
| Kasatochi                                                                                       | SAD, Aljaska, Aleuti                     |
| Okmok                                                                                           | SAD, Aljaska, Aleuti                     |
| Mount Kanaga, Kanaga                                                                            | SAD, Aljaska, Aleuti                     |
| Jezero Fenner                                                                                   | SAD, Aljaska, Aleuti                     |
| Kaldera Fisher, otočje Unimak                                                                   | SAD, Aljaska, Aleuti                     |
| Mount Katmai                                                                                    | SAD, Aljaska                             |
| Ukinrek Maar's                                                                                  | SAD, Aljaska                             |
| Mount Kaguyak                                                                                   | SAD, Aljaska                             |
| Mount Martin                                                                                    | SAD, Aljaska                             |
| Mount Douglas                                                                                   | SAD, Aljaska                             |
| Jezera Vražje planine                                                                           | SAD, Aljaska                             |
| jezero Surprise, Mount Aniakchak                                                                | SAD, Aljaska                             |
| Mount Emmons                                                                                    | SAD, Aljaska                             |
| Mount Spurr                                                                                     | SAD, Aljaska                             |
| Mount Chiginagak                                                                                | SAD, Aljaska                             |
| Masiv Wells Gray-Clearwater                                                                     | Kanada, Britanska Kolumbija              |
| Kaldera Sturgeon Lake                                                                           | Kanada, Ontario                          |
| Vulkan Medicine Lake                                                                            | SAD, Kalifornija                         |
| Krateri Mono–Inyo                                                                               | SAD, Kalifornija                         |
| Clear Lake                                                                                      | SAD, Kalifornija                         |
| Shastina                                                                                        | SAD, Kalifornija                         |
| Zuni Salt Lake                                                                                  | SAD, New Mexico                          |
| Crater                                                                                          | SAD, Oregon                              |
| Blue Lake Crater                                                                                | SAD, Oregon                              |
| Malheur Maar, krater Diamond                                                                    | SAD, Oregon                              |
| Newberry                                                                                        | SAD, Oregon                              |
| Teardrop Pool South Sister                                                                      | SAD, Oregon                              |
| Mount Rainier                                                                                   | SAD, Oregon                              |
| Yellowstone                                                                                     | SAD, Wyoming                             |
| Battle Ground Lake                                                                              | SAD, Washington                          |
| Jezera sode                                                                                     | SAD, Nevada                              |
| Lago Los Espinos                                                                                | Meksiko, Michoacán                       |
| La Alberca                                                                                      | Meksiko, Guanajuato                      |
| Nevado de Toluca                                                                                | Meksiko, México                          |
| Laguna de Aljojuca                                                                              | Meksiko, Puebla                          |
| Oriental Basin                                                                                  | Meksiko, Puebla / Tlaxcala / Veracruz    |
| Sangangüey                                                                                      | Meksiko, Nayarit                         |
| Santa María del Oro                                                                             | Meksiko, Nayarit                         |
| El Chichón                                                                                      | Meksiko, Chiapas                         |
| Srednja Amerika i Karibi                                                                        |                                          |
| Lago de Amatitlán                                                                               | Gvatemala                                |
| Jezero Ipala                                                                                    | Gvatemala                                |
| Lago de Atitlán                                                                                 | Gvatemala                                |
| Laguna de Ayarza                                                                                | Gvatemala                                |
| Laguna de Calderas                                                                              | Gvatemala                                |
| Laguna Chicabal                                                                                 | Gvatemala                                |
| Tecuamburro                                                                                     | Gvatemala                                |
| Lago de Coatepeque                                                                              | Salvador                                 |
| Laguna Verde (Apaneca)                                                                          | Salvador                                 |
| Ilopango                                                                                        | Salvador                                 |
| Tecapa                                                                                          | Salvador                                 |
| Chanmico                                                                                        | Salvador                                 |
| Jezera vulkana sv. Ane                                                                          | Salvador                                 |
| Cosigüina                                                                                       | Nikaragva                                |
| Laguna Asososca, Las Pilas                                                                      | Nikaragva                                |
| Apoyeque (Lagune Apoyeque i Xiloá)                                                              | Nikaragva                                |
| Managua, lagune (Tiscapa, Asososca, Nejapa)                                                     | Nikaragva                                |
| Masaya                                                                                          | Nikaragva                                |
| Apoyo Lagoon                                                                                    | Nikaragva                                |
| Laguna Zapatera, na jezeru Nikaragvi                                                            | Nikaragva                                |
| Maderas, Ometepe na jezeru Nikaragvi                                                            | Nikaragva                                |
| Jezero Diego de la Haya, Irazú                                                                  | Kostarika                                |
| Rincón de la Vieja                                                                              | Kostarika                                |
| Poás                                                                                            | Kostarika                                |
| Cerro Chato                                                                                     | Kostarika                                |
| Barva                                                                                           | Kostarika                                |
| Jezera planine Liamuiga                                                                         | Sveti Kristofor i Nevis                  |
| La Grande Soufrière                                                                             | Guadeloupe                               |
| Ključajuće jezero                                                                               | Dominika                                 |
| La Soufrière                                                                                    | Sveti Vincent i Grenadini                |
| Jezero Grand Etang                                                                              | Grenada                                  |
| Lac Antoine, planina sv. Katarine                                                               | Grenada                                  |
| Južna Amerika                                                                                   |                                          |
| Azufral (Laguna Verde, Laguna Negra, Laguna Cristal)                                            | Kolumbija                                |
| Lagune Verdes, Chiles Volcano                                                                   | Ekvador                                  |
| Mojanda                                                                                         | Ekvador                                  |
| Laguna Collanes, El Altar                                                                       | Ekvador                                  |
| Cuicocha                                                                                        | Ekvador                                  |
| Quilotoa                                                                                        | Ekvador                                  |
| Crna jezera Jumbure                                                                             | Ekvador                                  |
| La Cumbre                                                                                       | Ekvador, Otočje Galápagos                |
| Tagus Cove                                                                                      | Ekvador, Otočje Galápagos                |
| Jezero Arcturus                                                                                 | Ekvador, Otočje Galápagos                |
| Laguna El Juncos                                                                                | Ekvador, Otočje Galápagos                |
| Jezera otočja Santiago                                                                          | Ekvador, Otočje Galápagos                |
| Laguna del Maule                                                                                | Čile                                     |
| Nevado Ojos del Salado                                                                          | Čile                                     |
| Jezero Licancabur                                                                               | Čile                                     |
| Chaitén (vjerojatno nestala nakon erupcije 2008.)                                               | Čile                                     |
| Aguas Calientes                                                                                 | Čile                                     |
| Acamarachi                                                                                      | Čile                                     |
| Copahue                                                                                         | Čile / Argentina                         |
| Planchón-Peteroa                                                                                | Čile / Argentina                         |
| Laguna Potrok Aike                                                                              | Argentina                                |
| Aracar                                                                                          | Argentina                                |
| Cerro Galán                                                                                     | Argentina                                |
| Antarktika i subantarktički otoci                                                               |                                          |
| Otočje Deception                                                                                | Antartika                                |
| Jezera Mount Larsona                                                                            | Južni Sandwich                           |
| Bassin du Cratère (spojen s morem), Saint-Paul                                                  | Francuski južni i antarktički teritoriji |
| Lac Perdu, Île de la Possession                                                                 | Otočje Crozet                            |

### Kraterska jezera nastala udarom
| Jezero                                  | Lokacija                          |
| Afrika                                  | Afrika                            |
| --------------------------------------- | --------------------------------- |
| Bosumtwi                                | Gana                              |
| Krater Tswaing                          | JAR                               |
| Oceanija                                |                                   |
| Krater Shoemaker                        | Australija                        |
| Acraman                                 | Australija                        |
| Azija                                   |                                   |
| Lonar                                   | Indija                            |
| Karakul                                 | Tadžikistan                       |
| Elgygytgyn                              | Rusija, Čukotski poluotok         |
| Jezero Cheko                            | Rusija, Sibir                     |
| Europa                                  |                                   |
| Rezervat Morasko                        | Poljska                           |
| Siljan                                  | Švedska                           |
| Dellen                                  | Švedska                           |
| Mien                                    | Švedska                           |
| Karikkoselkä                            | Finska                            |
| Lappajärvi                              | Finska                            |
| Yanisyarvi                              | Finska                            |
| Keurusselkä                             | Finska                            |
| Paasselkä                               | Finska                            |
| Saarijärvi                              | Finska                            |
| Suvasvesi                               | Finska                            |
| Sääksjärvi                              | Finska                            |
| Kaali                                   | Litva                             |
| Vepriai                                 | Estonija                          |
| Suavjärvi                               | Rusija, Karelija                  |
| Sjeverna Amerika                        |                                   |
| Manaicouagan                            | Kanada, Quebec                    |
| Krater Pingualuit                       | Kanada, Quebec                    |
| Couture                                 | Kanada, Quebec                    |
| Jezera Clearwatera                      | Kanada, Quebec                    |
| Mistastin                               | Kanada, Labrador                  |
| Wanapitei                               | Kanada, Ontario                   |
| Jezera Gilmour i Tecumseh, Krater Brent | Kanada, Ontario                   |
| Jezero West Hawk                        | Kanada, Manitoba                  |
| Gow                                     | Kanada, Saskatchewan              |
| Krater Pilot                            | Kanada, Sjeverozapadni teritoriji |

### Umjetna kraterska jezera
| Jezero         | Lokacija  |
| Azija          | Azija     |
| -------------- | --------- |
| Chagan         | Kazahstan |
| Atomsko jezero | Rusija    |

### Jezera nerazjašnjena podrijetla
| Jezero        | Lokacija      |
| Južna Amerika | Južna Amerika |
| ------------- | ------------- |
| Guatavita     | Kolumbija     |
| Azija         |               |
| Salda         | Turska        |
| Europa        |               |
| Sirente       | Italija       |

## Vanjske poveznice
- IAVCEI Commission of Volcanic Lakes
- IAVCEI Commission of Volcanic Lakes: Some fundamentals about Crater Lakes
- The Science of Volcanic Lakes  Arhivirana inačica izvorne stranice od 14. srpnja 2007. (Wayback Machine)
- Volcanic Lakes of the World  Arhivirana inačica izvorne stranice od 19. veljače 2012. (Wayback Machine)
- USGS Hawaiian Volcano Observatory: Water on volcanoes: heavy rain and crater lakes
- USGS Cascades Volcano Observatory: Volcanic Lakes
- The Science of Volcanic Lakes  Arhivirana inačica izvorne stranice od 14. srpnja 2007. (Wayback Machine), Greg Pasternack, U. California Davis